# 日立市立助川中学校
日立市立助川中学校（ひたちしりつすけがわちゅうがっこう）は、茨城県日立市鹿島町3-5-1にある日立市立中学校。

## 沿革

### 年表
- 1947年5月3日 - 日立市立助川中学校が創設される[4][5]。
- 1948年9月10日 - 日立市立会瀬中学校を吸収合併。この日を創立記念日とする[4]。
- 1952年4月18日 - 校歌を制定[4]。
- 1991年8月 - TBSこども音楽コンクール優秀賞（合奏合唱）を受賞[4]。
- 1994年10月20日 - 屋内運動場が完成[6]。
- 2004年12月 - 第18回全国都道府県対抗中学バレーボール大会出場[4]。
- 2005年
  - 3月 - 都道府県対抗ジュニアバスケットボール全国大会出場[4]。
  - 12月 - 全国中学校駅伝競走大会出場（男子）[4]。
- 2007年6月 - 全日本女子レスリング選手権大会第3位[4]。
- 2009年3月 - スウェーデン・クリッパン女子国際大会（レスリング）世界4位[4][7][8]。
- 2012 - 2013年度 - 助川中学校校舎大規模改造事業[9]。
- 2014年1月31日 - 新校舎が完成[10]。
- 2014年度 - 授業力ブラッシュアップ研修協力校（数学）に指定[11]。
- 2016年
  - 10月 - 第47回ジュニアオリンピック陸上競技大会A男子200mに出場[12]。
  - 12月 - 第30回全国都道府県対抗中学バレーボール大会出場（女子）第3位[4]。
- 2017年1月 - 天皇盃 第22回全国都道府県対抗男子駅伝大会に出場[13]。
- 2023年度
  - 小中学校における遠隔教育実証研究事業エリア型（英語）配信校に指定[14]。
  - 初任者研修講座（中学校社会）における協力校に指定[14]。
- 2024年度 - 教科の達人による先生のための授業実践セミナー（社会）、研究指定校に指定[15]。
- 2024 - 2025年度 - NIE実践協力校授業公開、研究指定校に指定[15]。

## 教育方針
（出典：）
学校教育目標
- 丈夫な体とたくましい心を育てる《強く》
- 新たな価値を創造する力を養う《正しく》
- 多様性を尊重する豊かな心情を培う《豊かに》

組織目標
生徒の意欲を引き出す授業と主体性を重視した活動で自己有用感を高める
こんな生徒に
多様性を受け入れ 新たな価値を創造できる生徒

## 学校行事
令和6年度年間行事予定より
- 4月
  - 始業式・入学式
  - 新入生オリエンテーション
  - 部活動見学・体験
  - 全国学力学習状況調査
- 5月
  - 県北総体陸上
  - 体育祭
- 6月
  - 修学旅行
  - 1年心ゆたかな体験学習
  - 2年職場体験
  - 生徒総会
- 7月
  - 県北総体
  - 県総体
  - 修業式

- 9月
  - 始業式
  - 創立記念日（9月10日）
  - 県新人陸上
- 10月
  - 県北新人
  - 県北駅伝
  - 県新人
- 11月
  - 鵬祭
  - 茨城県民の日（11月13日）
  - 12月
  - 生徒会役員選挙
  - 終業式

- 1月
  - 始業式
  - 1・2年県学力診断テスト
  - 新入生学校見学会・保護者説明会
  - 2年宿泊学習
- 2月
  - 県立高校学力検査
- 3月
  - 3年生を送る会
  - 卒業証書授与式
  - 修了式

## 部活動
（出典：）

### 運動部
- サッカー部
- 軟式野球部
- 男子ソフトテニス部
- 女子ソフトテニス部
- 男子卓球部
- 女子卓球部
- 男子バスケットボール部
- 女子バスケットボール部
- バレーボール部
- 剣道部

### 文化部
- 吹奏楽部
- 美術部

## 通学区域
（出典：）
- 日立市相賀町
- 日立市旭町3丁目
- 日立市会瀬町
- 日立市鹿島町
  - 1丁目6から21番
  - 2丁目
  - 3丁目
- 日立市神峰町
  - 1丁目3・4・8・9番
  - 2丁目9番6から8号
- 日立市幸町3丁目
- 日立市城南町
- 日立市助川町
  - 旧地番（山根、腰の塚以外）
  - 1丁目
  - 2丁目
  - 3丁目1番
  - 4丁目（1番1から15号、2から9番、11から16番4号、17番29号以外）
  - 5丁目
- 日立市中成沢町
  - 1丁目1から3番
- 日立市東成沢町
  - 1丁目
  - 2丁目
  - 3丁目9から14番（14番6から11号を除く）、19から23番
- 日立市弁天町
  - 1丁目12から14番、20から22番
  - 2丁目
  - 3丁目

## 進学前小学校
- 日立市立会瀬小学校
- 日立市立助川小学校

## 学区内の主な施設
- 助川交流センター
- 会瀬交流センター
- 日立市役所 本庁舎
- 日立市民運動公園（日立市市民運動公園）
  - 日立市民運動公園陸上競技場
  - 日立市 池の川さくらアリーナ
- 茨城県立日立第二高等学校
- 茨城県立日立工業高等学校
- 日立総合病院
- 日立児童相談所